# Узгоджена на глобальному рівні система класифікації та маркування хімічних речовин

Піктограма шкідливих речовин узгодженої на глобальному рівні системи класифікації та маркування хімічних речовин.

Узго́джена на глоба́льному рі́вні систе́ма класифіка́ції та маркува́ння хімі́чних речови́н (УГС) (англ. The Globally Harmonized System of Classification and Labeling of Chemicals (GHS)) – це міжнародно узгоджений стандарт, керований Організацією Об'єднаних Націй, який був створений для заміни різноманітних схем класифікації та маркування небезпечних матеріалів у всьому світі на єдину, зрозумілу для всіх універсальну систему. Основні елементи УГС включають стандартизовані критерії випробувань на небезпеку, універсальні сигнальні піктограми та узгоджені таблиці даних про безпеку, що надає інформацію людям, працюючим із небезпечними вантажами. Станом на 2017 рік, система була в значній мірі імплементована у 72 країнах світу. Зокрема, система УГС була впроваджена в законодавство Європейського Союзу як Регламент (ЄС) № 1272/2008, також відомий як CLP (Classification, Labeling and Packaging).

## Історія
До впровадження УГС в різних країнах існувало багато різних правил щодо класифікації небезпек. Враховуючи те, що міжнародна торгівля небезпечними хімікатами охоплює суму близько $1,7 трлн на рік, необхідність дотримання різних класифікацій для кожної країни-отримувача спричиняє значні витрати. Розробка світового стандарту дала можливість зменшити ці витрати й покращити дотримання правил безпеки.
Розробка УГС почалась на Конференції з довкілля й розвитку Організації Об'єднаних Націй у 1992 році, також відомій як Саміт Землі (1992): Міжнародна організація праці (МОП), Організація економічного співробітництва і розвитку (ОЕСР), різні уряди та інші зацікавлені сторони погодилися, що "глобально узгоджена класифікація небезпек та сумісна із нею система маркування, куди входять сертифікати безпеки та легко зрозумілі символи, має бути доступною, якщо можливо, до 2000 року". Універсальний стандарт мав замінити всі різноманітні класифікаційні системи; однак, повна заміна не була обов'язковою умовою.
Перше видання УГС (Фіолетова книга УГС, англ. GHS Purple Book) було опубліковане в 2003 році. Восьме видання УГС, що було опубліковане в 2019 році, на сьогодні є актуальним.

## Вимоги до комунікації щодо небезпек[8]
Згідно УГС, саме питання зрозумілості повідомленої інформації про небезпеки стало ключовою проблемою, що призвела до розробки міжнародного стандарту. УГС виділяє для цього декілька керівних принципів:
- Інформація має повідомлятись у більш ніж одній формі (наприклад, оголошення, етикетки та сертифікати безпеки).
- Інформація має повідомлятись легко зрозумілим та стандартизованим способом.
- Сигнальні фрази мають бути однакові для усіх класів небезпеки, щоб зменшити плутанину.
- Мають враховуватись усі існуючі дослідження та література, а також будь-які докази, отримані при тестуванні.

Зрозумілість є складним параметром навіть у рамках однієї культури, тому Фіолетова книга УГС включає інструмент перевірки зрозумілості у Додатку 6. До факторів, які були враховані при розробці методів комунікації УГС, належать:
- Різні філософії в уже існуючих системах щодо того, як і що слід повідомляти;
- Мовні відмінності у всьому світі;
- Можливість значущо перекладати фрази;
- Здатність розуміти та відповідним чином реагувати на піктограми.

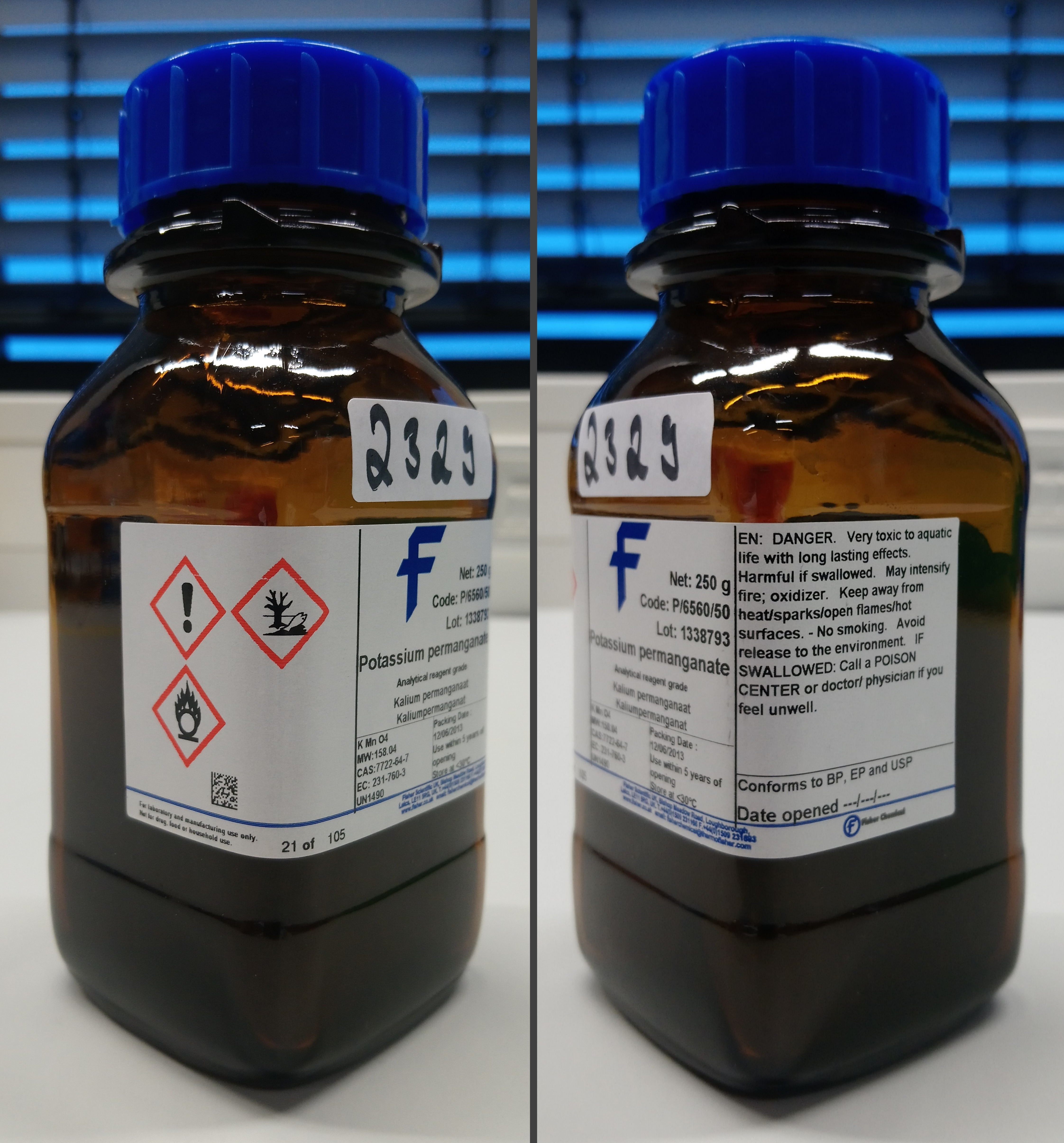
Маркування хімікату (в даному випадку перманганату калію) згідно УГС. Добре видні сигнальні піктограми УГС, а також сигнальне слово, характеристики небезпеки й заходи безпеки. Синім шрифтом знизу етикетки надруковані контактні дані постачальника.

### Елементи етикетки згідно УГС
Стандартизованими елементами етикетки за УГС є:
- Символи (піктограми небезпеки УГС): передають інформацію про небезпеку для здоров’я, фізичну та екологічну небезпеку. Піктограми мають чорний символ на білому тлі із червоним обрамленням ("діамантом"). Шкідливі хімічні речовини та подразники позначаються знаком оклику, замінюючи європейський салор.
- Сигнальне слово: "Небезпека" або "Увага" підкреслює наявність небезпеки і вказує відносний рівень серйозності небезпеки. У деяких категоріях небезпеки нижчого рівня не використовуються сигнальні слова. На етикетці повинно використовуватися лише одне сигнальне слово, що відповідає класу найбільшої небезпеки.
- Короткі характеристики небезпеки (H-фрази): Стандартні фрази, в залежності від класу й категорії небезпеки. Якщо продукт спричиняє більш ніж одну небезпеку, етикетка має містити відповідну фразу до кожної небезпеки.

Додатковими елементами етикетки згідно УГС є:
- Заходи безпеки (P-фрази): заходи щодо мінімізації або запобігання несприятливих наслідків. Існує чотири типи запобіжних заяв, що охоплюють: запобігання, реагування у випадках випадкового розливання чи потрапляння у нього, зберігання та утилізацію.
- Ідентифікація продукту (склад): назва або номер, що використовується для небезпечного продукту на етикетці або в сертифікаті безпеки. Етикетка УГС для однієї речовини має містити ідентифікатор цієї речовини. Етикетка для сумішей повинна містити ідентифікатори всіх інгредієнтів, які викликають отруєння, ураження шкіри або серйозне ураження очей, мутагенність статевих клітин, рак, пошкодження репродуктивних функцій, сенсибілізацію шкіри або дихання, або специфічне отруєння цільових органів, якщо ці небезпеки з’являються на етикетці.
- Ідентифікація постачальника: назва фірми, адреса та номер телефону повинні бути вказані на етикетці.
- Додаткова інформація: неузгоджена інформація про контейнер небезпечного продукту.

### Формат етикеток згідно УГС
УГС дає вказівки щодо розташування інформації про небезпеки на етикетці продукту. Зокрема, система визначає, яке сигнальне слово, піктограма та заява про небезпеку має використовуватись для кожної небезпеки та для кожного класу небезпеки. Піктограми небезпеки, сигнальні слова й характеристики небезпеки повинні розташовуватись на етикетці разом. Фактичний формат етикетки або макет не визначений в УГС.   

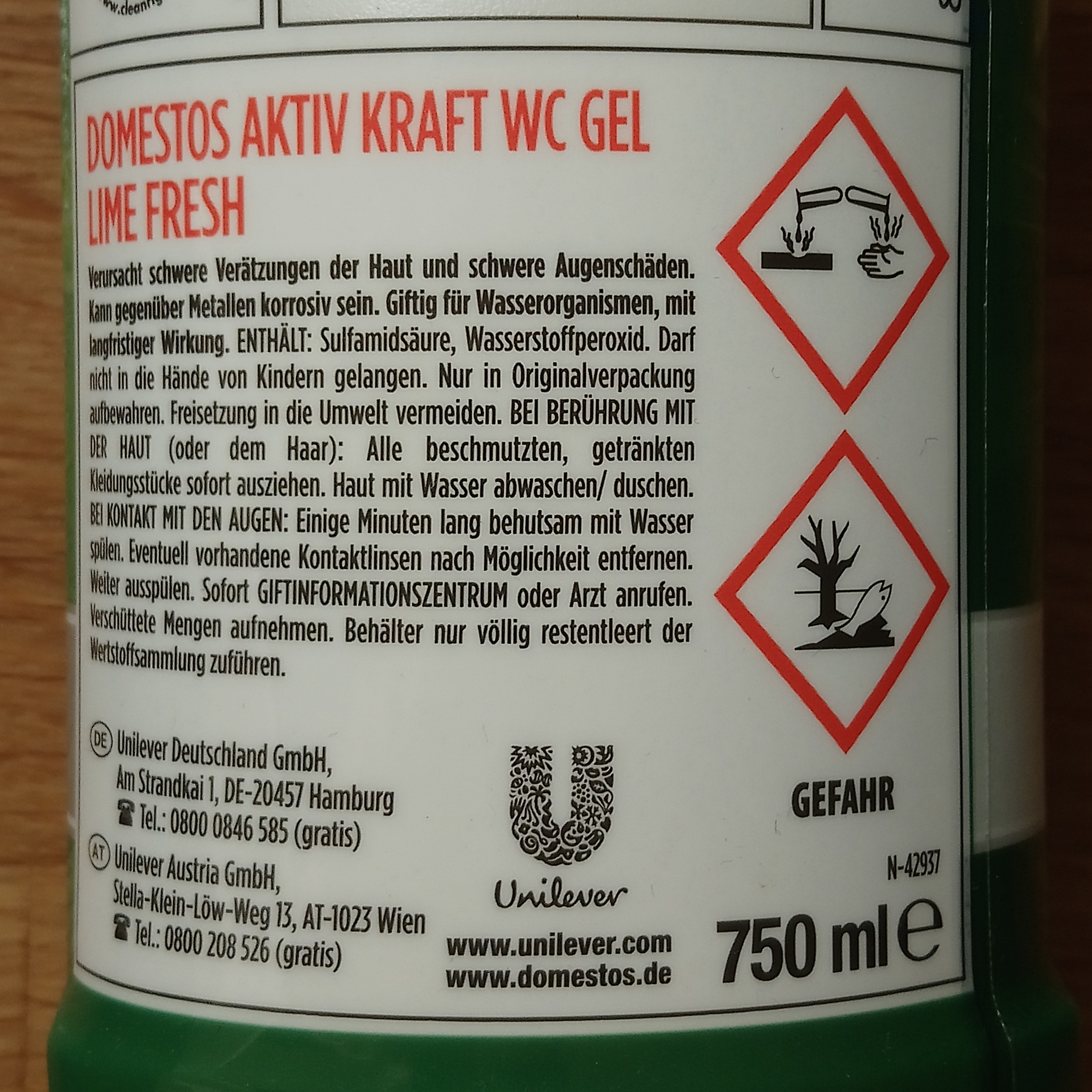
Етикетка миючого засобу Domestos, Німеччина. З правої сторони можна побачити піктограми УГС, сигнальне слово "Небезпека" (нім. Gefahr); зліва надруковані можливі небезпеки й заходи безпеки, а також контакти постачальника.

### Сертифікат безпеки
Інформаційний лист безпеки має надавати вичерпну інформацію про хімічний продукт, що дозволяє роботодавцям і працівникам отримувати стислу, релевантну та точну інформацію про можливі небезпеки, а також про використання та управління ризиками, пов'язаними із використанням хімічного продукту на робочому місці. Незважаючи на те, що існували певні відмінності в існуючих галузевих рекомендаціях та конкретних вимогах до країн, було досягнуто домовленості щодо 16-ти секційного сертифікату безпеки, із заголовками у визначеному порядку:
1. Ідентифікація
2. Ідентифікація небезпеки
3. Склад / інформація про інгредієнти
4. Заходи першої допомоги
5. Заходи проти пожеж
6. Заходи від аварійного викиду
7. Поводження та зберігання
8. Контроль впливу / особистий захист
9. Фізичні та хімічні властивості
10. Хімічна стійкість і реактивність
11. Токсикологічна інформація
12. Екологічна інформація
13. Заходи щодо утилізації
14. Інформація про транспорт
15. Регуляторна інформація
16. Інша інформація

## Класифікація небезпек
Система класифікації УГС – це складна система, що містить дані, отримані з тестів, літератури та практичного досвіду. Нижче наведені основні критерії класифікації небезпек.

### Фізичні небезпеки
Речовини або вироби віднесено до наступних класів фізичної небезпеки:
1. Вибухові речовини – це речовини або суміші, що реагують з виділенням газів при таких температурі та друці з такою швидкістю, що це спричиняє пошкодження навколишніх предметів.
2. Займисті гази — це гази або суміші газів, що спалахують на повітрі при 20 °C й тиску 101,3 кПа.
3. Займисті аерозолі – це аерозолі, щр мають хоча б один компонент у своєму складі, який окремо можна охарактеризувати як займистий за критеріями УГС.
4. Окиснювальні гази – це гази, що здатні викликати або підтримати горіння інших речовин у більшій мірі, аніж кисень.
5. Гази під тиском – це гази, що знаходяться в контейнері під тиском не нижче 200 кПа при 20 °С або у скрапленій чи охолодженій формі.
6. Займисті рідини – це рідини з температурою спалаху не більше 93 °C.
7. Займисті тверді матеріали – це тверді речовини, які можуть викликати або сприяти пожежі через тертя. Легкозаймисті тверді речовини – порошкоподібні, зернисті або пастоподібні речовини, які можна легко зайняти шляхом короткого контакту з джерелом запалювання, наприклад, сіркою горіння.
8. Самореактивні речовини – це термічно нестійкі тверді речовини, здатні зазнати сильного екзотермічного розкладання навіть без участі кисню (повітря), крім матеріалів, що відносяться до інших класів (вибухонебезпечні речовини, органічні пероксиди та окисники).
9. Пірофорні рідини – рідкі речовини, що навіть у невеликих кількостях можуть самозайнятись протягом п'яти хвилин після контакту з повітрям.
10. Пірофорні тверді речовини – тверді речовини, що навіть у невеликих кількостях можуть самозайнятись протягом п'яти хвилин після контакту з повітрям.
11. Речовини та суміші, що нагріваються – це ті, які внаслідок реакції з повітрям і без подачі енергії ззовні можуть піддаватися самонагріванню. Від займистих речовин вони відрізняються тим, що можуть самозайнятись лиш у великих кількостях (кілограми) та протягом довгих періодів часу (години, дні).
12. Речовини та суміші, що виділяють займисті гази при контакті з водою – це ті, що при контакті з водою спонтанно самозаймаються або виділяють займисті гази в небезпечних кількостях.
13. Окиснювальні рідини – рідини, що через виділення кисню викликають або підтримують горіння; при цьому вони можуть не бути займистими.
14. Окиснювальні тверді речовини – тверді речовини, що через виділення кисню викликають або підтримують горіння; при цьому вони можуть не бути займистими.
15. Органічні пероксиди – тверді речовини або рідини, що містять пероксидну групу {\displaystyle {\ce {-O-O -}}} та можуть розглядатись як органічні аналоги пероксиду водню. Вони є нестійкими сполуками, що можуть зазнавати самоприскорювального розкладання.
16. Речовини, що викликають корозію металів – речовини або суміші, що можуть у значній мірі пошкодити чи навіть зруйнувати метали внаслідок хімічної реакції.

### Небезпеки для здоров'я
УГС поділяє наступні класи небезпек для здоров'я:
1. Гостра токсичність визначається шкідливим впливом речовини після введення у шлунок або нанесення на шкіру одноразової дози, періодичного впливу речовини протягом 24 годин або шляхом інгаляції протягом 4 годин; категоризація відбувається в залежності від значення LD50 (перорально, шкірно) або LC50 (інгаляція).
2. Корозія/подразнення шкіри означає незворотнє або зворотнє ураження шкіри після дії досліджуваної речовини протягом 4 годин.
3. Серйозне пошкодження/подразнення очей означає пошкодження тканин ока або серйозне погіршення зору після нанесення досліджуваної речовини на передню поверхню ока; серйозне пошкодження не відновлюється протягом 21 дня після ушкодження; подразнення не проходить протягом одного дня.
4. Респіраторна/шкірна сенсибілізація означає гіперчутливість дихальних шляхів після вдихання речовини або алергічну реакцію після контакту речовини зі шкірою.
5. Мутагенність зародкових клітин означає підвищення імовірності мутацій у популяціях клітин та / або організмів з передаванням цих мутацій потомству.
6. Канцерогенність означає підвищення ризику виникнення пухлин або швидкості їх розвитку. Класифікація заснована на властивостях речовини й не дає жодної інформації щодо рівня небезпеки при роботі з цією речовиною.
7. Репродуктивна токсичність включає несприятливий вплив на статеву функцію та фертильність у дорослих чоловіків і жінок, а також на розвиток потомства.
8. Специфічна токсичність для цільових органів (Systemic Target Organ Systemic (STOT)).
9. Аспіріційна небезпека включає гострі наслідки, такі як хімічна пневмонія, різний ступінь ураження легенів або смерть внаслідок потрапляння рідини або твердої речовини безпосередньо через ротову або носову порожнину, або опосередковано від блювоти, в трахею та нижню дихальну систему.

### Небезпеки для довкілля
Небезпеки для довкілля поділяються на два класи:
1. Токсичність для водних організмів означає внутрішню властивість речовин спричиняти шкоду водним організмам.
2. Токсичність для озонового шару визначає деструктивний вплив речовини на озон у верхніх шарах атмосфери.

## Впровадження
Метою Організації Об'єднаних Націй було широке міжнародне прийняття, і станом на 2017 рік GHS було прийнято в різній мірі в багатьох країнах: Австралія, Австрія, Аргентина, Бельгія, Болгарія, Болівія, Бразилія, Бруней, Велика Британія, В'єтнам, Гамбія, Гватемала, Греція, Данія, Еквадор, Естонія, Замбія, Ізраїль, Індонезія, Ірландія, Ісландія, Іспанія, Італія, Камбоджа, Канада, Киргизстан, Кіпр, КНР, Колумбія, Конго, Лаос, Латвія, Литва, Ліхтенштейн, Люксембург, Маврикій, Мадагаскар, Малайзія, Мальта, Мексика, М'янма, Нігерія, Нідерланди, Німеччина, Нова Зеландія, Норвегія, Парагвай, Перу, Південна Корея, Південно-Африканська Республіка, Польща, Португалія, Росія, Румунія, Сенегал, Сербія, Сінгапур, Словаччина, Словенія, Сполучені Штати Америки, Таїланд, Туреччина, Угорщина, Уругвай, Філіппіни, Фінляндія, Франція, Чехія, Чилі, Швейцарія, Швеція, Японія.
В Україні система УГС ще не була введена на законодавчому рівні, хоча цей термін вже широко використовується у сферах роботи з хімічними речовинами.